# Roy Williams (football américain, 1980)
Pour les articles homonymes, voir Roy Williams.
College Football Hall of Fame 2022
(en) Statistiques sur pro-football-reference

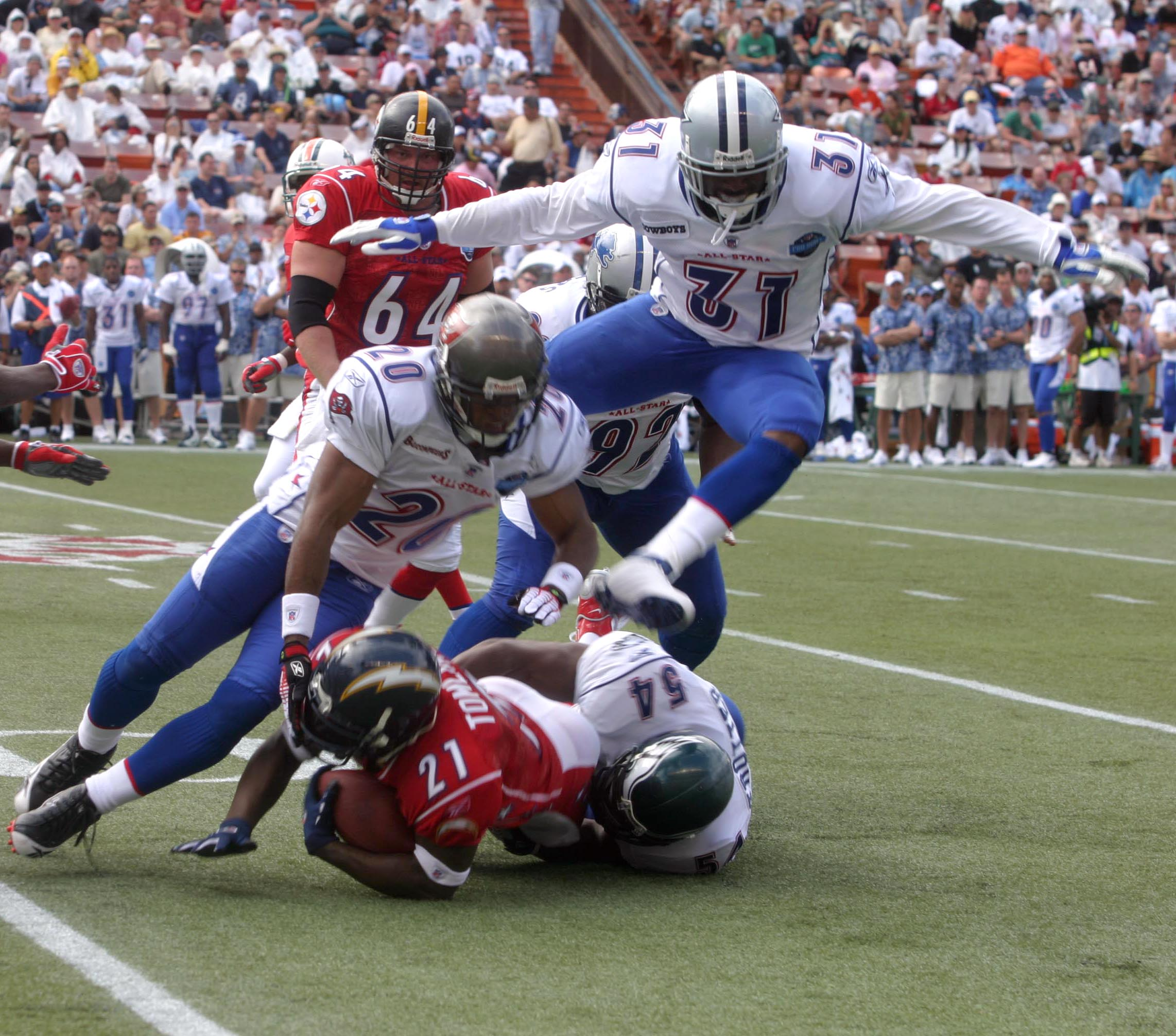
Roy Williams avec le numéro 31 au Pro Bowl 2006

Roy Lee Williams, né le 14 août 1980 à Redwood City (Californie), est un joueur américain de football américain évoluant au poste de safety.

## NCAA
Étudiant à l'Université de l'Oklahoma, il joua avec les Oklahoma Sooners avec qui il remporta en 2000 le titre national, fixant avec 12, un nouveau record dans son université pour le nombre de tacle effectué par un defensive back.
Il fit également une belle prestation dans le match classique Red River Shootout opposant les Oklahoma Sooners aux Texas Longhorn Athletics, effectuant un blitz qui résulta en un fumble qui fut récupéré par son coéquipier Teddy Lehman qui marqua un touchdown et scella la victoire. Cette action est immortalisée sur une plaque murale au « Roy Williams Strength and Speed Complex » de l'université, nommé en son nom pour ses performances de l'époque et grâce à une donation de Williams de 100 000 dollars US pour sa construction.
En 2001, il remporta le Bronko Nagurski Trophy et le Jim Thorpe Award.

## NFL
Williams a été drafté en 2002 à la 8e place (premier round) par les Cowboys de Dallas après un échange avec les Chiefs de Kansas City.
Comme rookie, il s'est formé à devenir « free safety » pour être associé au « strong safety » à la place Darren Woodson. Cela permettait, en accord avec les tactiques des Cowboys, d'interchanger leur place pour semer la confusion chez les adversaires. Darren Woodson dut prendre sa retraite sur blessure en 2004, laissant le poste de strong safety libre pour Williams.
Il est réputé pour sa puissance et sa vélocité bien qu'ayant parfois du mal à assurer des couvertures. Ceci lui valut d'être écarté dans la saison NFL 2007 de l'équipe lors de certaines actions de passes. Néanmoins, les arrivées de Anthony Henry en 2005 et de Ken Hamlin en 2006 lui permit de se concentrer sur ses points forts en se déchargeant petit à petit de la couverture profonde.
En août 2006, Williams signa un contrat de quatre ans supplémentaires de 25,2 millions de dollars US, soit jusqu'à la saison NFL 2010.
Le 17 décembre 2007, il fut suspendu un match pour avoir répété plusieurs fois une faute nommée « Horse-collar tackle » et reçu une amende. Ce tacle fut interdit en 2005 à la suite de nombreuses blessures, notamment causées par Williams.
Il fut sélectionné cinq fois pour le Pro Bowl (2003, 2004, 2005, 2006, 2007) dont l'édition 2006 en même temps qu'un joueur homonyme.
En 2009, il rejoint les Bengals de Cincinnati.

## Divers
Du côté personnel, Williams a été fiancé à la chanteuse Kelly Rowland des Destiny's Child.
Il est impliqué dans des associations telle que United Way of America.